# تورزا، استان پدکرپکیه
تورزا، استان پدکرپکیه (به لاتین: Turza, Podkarpackie Voivodeship) یک منطقهٔ مسکونی در لهستان است که در Gmina Sokołów Małopolski واقع شده‌است.

## خصوصیات
تورزا ۷۰۰ نفر جمعیت دارد.